# Budapest Aircraft Service
La Budapest Aircraft Service Ltd., anche nota come BASe Airlines, è una compagnia aerea ungherese basata a Budapest, in Ungheria.

## Storia
La BASe Airlines, fu creata nel dicembre del 1991, da piloti e tecnici esperti di aviazione. La sede della società era Budapest, pertanto, come base delle operazioni venne scelto l'Aeroporto di Budapest-Ferihegy "Ferenc Liszt".
Le operazioni di volo iniziarono con due LET L-410UVP in leasing e prevedevano voli charter e voli merci.
Da quel momento in poi iniziarono anche i voli passeggeri programmati verso i paesi limitrofi, come Austria, Ucraina e Croazia, con il nominativo della compagnia aerea ungherese AVIAEXPRESS.  A partire dal 1992, per conto di partner stranieri, vennero effettuati voli notturni per destinazioni austriache, slovacche e italiane da Budapest, Zagabria e Lubiana. Oltre alle operazioni sopra menzionate, tra il 1994 ed il 2006, la BASe Airlines ha gestito e operato undici elicotteri del Servizio Sanitario Nazionali Ungheresi per compiti HEMS (Helicopter Emergency Medical Service) basati su una rete di sei eliporti, nonché un velivolo ad ala fissa per i servizi internazionali di Ambulanza aerea.
A partire dal 1996, l'impiego, sulla base di un contratto con l'aeroporto di Budapest, di un L-410 UVP-E8 dotato di uno speciale equipaggiamento (aeromobile per lavoro aereo - Servizio di ispezione di volo), ha ulteriormente migliorato le capacità della compagnia, in grado adesso di fornire tarature di precisione, voli di prova di sistemi di navigazione aerea civile e tattica sia in Ungheria che all'estero. Il primo velivolo "Turbolet" venne acquistato nel 1997, seguito dal secondo nel 2000, e dal primo elicottero. Gli stessi mezzi, oltre ad alcuni Antonov An-26B presi in affitto, a partire dal 2002 vennero impiegati anche per trasporto merci, sia regolari che charter, verso destinazioni in tutta Europa. Contemporaneamente la BASe Airlines ha operato voli programmati per conto della Bosnian Airlines verso Roma e Belgrado.
Dal 2003, la compagnia ha affrontato la sfida del turismo, iniziando ad operare alcuni voli stagionali da Budapest e da altri piccoli aeroporti ungheresi verso famose località turistiche di Croazia e Montenegro. Con il primo Embraer EMB 120, acquistato nell'estate del 2005, i voli turistici sono continuati ed aumentati, aggiungendo alle destinazioni anche Teodo, Corfù e Burgas, in collaborazione con i maggiori Tour Operators ungheresi.
Tra il 2006 ed il 2011, la BASe Airlines ha volato per conto di Air Moldova,in particolare a seguito dell'ampliamento della flotta, che dal 2008 ha visto l'acquisto di ulteriori due  EMB-120. Nello stesso periodola compagnia iniziò ad operare  un elicotteroBell 206 per voli turistici e lavoro aereo.
Nel 2007, venne firmato un contratto con la compagnia aerea nazionale Malév Hungarian Airlines per iniziare a gestire alcuni dei suoi voli regionali. Durante la prima stagione, la BASe Airlines volò verso Lubiana e Timișoara per conto di Malév.

## Flotta
La flotta della BASe Airlines, ad ottobre 2018, comprende i seguenti velivoli: